# Córrego Valão de São Pedro
O córrego Valão de São Pedro ou rio São Pedro é um córrego do estado brasileiro do Espírito Santo, na bacia do rio Reis Magos. É um afluente do rio Timbuí, formado pelo encontro do córrego Valão de São Pedro e com o córrego Valão de São Lourenço em Santa Teresa.